# Dievoet
Van Dievoet is een Brabantse familie, onder te verdelen in verschillende takken. Het ging om in het Pajottenland stevig ingewortelde families, die duidelijk van een gezonde constitutie genoten en op heel wat Brabantse hofsteden en dorpen hun stempel drukten. De analyse ervan laat toe de naamdragers te situeren en met elkaar te verbinden. Sommigen overstegen de landelijke relatieve anonimiteit, zoals Emile baron van Dievoet (1886-1967), minister en rechtsgeleerde en zijn nakomelingen, zoals de pastoor van Rumst, Adrianus Van Dievoet, of zoals de door de Duitsers gefusilleerde burgemeester van Meise, Hendrik Van Dievoet.

## Stamboom van Dievoet

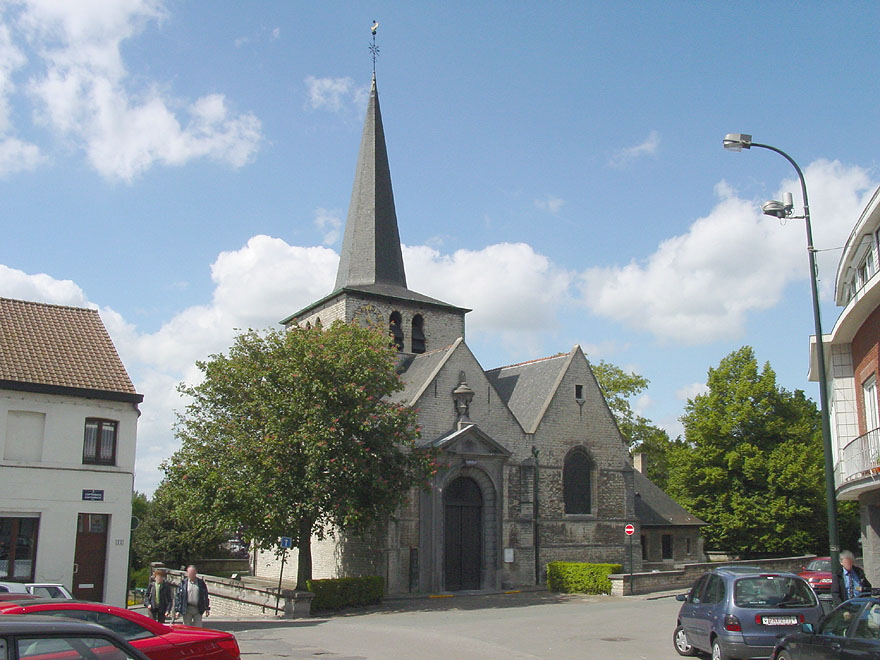
Haren (Sint-Elizabethkerk), plaats van vestiging van de familie Van Dievoet vanaf het einde van de zestiende eeuw.

De eerste leden van de uitgebreide familie Van Dievoet, zijn te vinden in Haren bij Brussel. Ze woonden er gedurende verschillende generaties, tot sommigen (meestal ter gelegenheid van huwelijken) uitweken naar Liedekerke en Wambeek en vandaar naar Ternat en Sint-Katherina-Lombeek. Het is binnen deze tak dat een lid in de erfelijke adel werd opgenomen. Een andere tak vestigde zich in Vilvoorde en kwam vandaar in Brussel terecht.
- Egidius Van Dievoet, in Haren wonende in de tweede helft van de zestiende eeuw, trouwde met Elisabeth Smidts. Ze kregen tien kinderen, een dochter en negen zoons, die tot heden veel afstammelingen hebben.
  - I) Judocus Van Dievoet, Haren, 10 novembre 1599 (ss. Judocus Smidt en Catharina…)[1] .
  - II) Egidius Van Dievoet (Haren, 1 november 1601)[2] trouwde in Haren op 21 september 1621, met Margareta Van der Vorst en in tweede huwelijk in Haren in oktober 1632 met Marie Du Jardin.
  - III) Elisabeth Van Dievoet (Haren, 15 maart 1604) trouwde in Haren op 7 maart 1631, met Andreas Papegaeys. Ze kregen afstamming.
  - IV) Martinus Van Dievoet (Haren, 3 januari 1607)(ss. Martin [vanden Steene ?] en Joanna Vanden Steene)[3] , gestorven in Haren 30 januari 1634, trouwde Haren 23 januari 1629, Catharina Gheerims.
  - V) Antonius Van Dievoet (Haren, 9 april 1609), pachter, wonende in Dilbeek, daarna in Neder-Heembeek, trouwde in Vilvoorde op 3 juli 1629[4] met Joanna Van der Sael, in tweede huwelijk in Vilvoorde op 3 augustus 1636[5] met Martina (Van) Herbos (Wemmel, 28 mei 1609 - Vilvoorde, 12 juni 1640), en in derde huwelijk in Vilvoorde op 28 augustus 1640[6] met Catharine De Lies.[7] Hij baatte in 1670 in Neder-Heembeek de hoeve uit genaamd « den Geestelycken Hoeve », eigendom van Vrouw de Crombrugghe de Nieuwmunster.[8]
  - Antonius Van Dievoet kreeg uit zijn tweede huwelijk met Martine Herbos :
    - 1) Egidius Van Dievoet (Vilvoorde, 18 april 1637),[9] geciteerd in 1672.
    - 2) Antonius Van Dievoet (Vilvoorde, 16 februari 1639),[10] trouwde in Brussel (St.-Katelijne) op 15 december 1663[11] met Barbara De Proest, dochter van Joos De Proest, bakker. Hij werd deken van het Vettewariers ambacht (1691) en bewoonde (1666) op de hoek van de Kancellerij het huis "den Cardinael". Antonius Van Dievoet en Barbara De Proest kregen zeven kinderen, onder wie:[12]
      - 1) Adam Van Dievoet (Brussel (Sint-Goedele), 14 april 1668), meester-kremer op 23 juni 1693, trouwde in Sint-Katharina op 25 oktober 1693, met Anne-Marie Bruggelinckx (Brussel (St.-Katharina), 13 augustus 1662).
      - 2) Adrianus Van Dievoet (Brussel (St.-Goedele), 25 november 1670),[13] pastoor[14] van Rumst, daar  gestorven op 17 juni 1711.[15]

  - Antonius Van Dievoet kreeg uit zijn derde huwelijk met Catharine De Lies:
    - 1) Joseph Van Dievoet (Vilvoorde, 3 december 1641), burger van Brussel op 18 november 1665,[16] meester-kremer en kruidenier in "den Olyftaeck", Lange Nieuwstraat, trouwde in Brussel (Sint-Niklaas) op 20 oktober 1665, met Anne Van Bossuyt.
      - 1) Christophorus Van Dievoet, schoolmeester, trouwde in Brussel, kerk van Finisterrae, op 25 april 1685, met Petronilla Maes en in tweede huwelijk in Sint-Goedele op 10 februari 1703[17] met Elisabeth Janssens. Hij kreeg van zijn twee huwelijken zeven kinderen.
        - Hubertus Van Dievoet (Brussel, Sinte-Goedele 19 april) 1692. Deze Hubertus is geciteerd door G. Galessloot « Le fils du maître d’école Van Dievoet jeta de la paille dans le carrosse du chancelier pendant qu’on pillait chez ce magistrat on y mit le feu à trois différentes reprises et à la troisième le carrosse fut consumé » « Van Dievoet, Hubert. Par sentence du 2 dito, acquitté du chef de l’accusation d’avoir crié « Vive Philippe V ».

      - 2) Maria-Anna Van Dievoet, geciteerd in 1702.

    - 2) Elisabeth Van Dievoet (Vilvoorde, 28 februari 1644)[18]
    - 3) Margarita Van Dievoet (Vilvoorde, 22 februari 1646),[19] trouwde in Dilbeek op 4 mei 1669 met Adriaan Schoonejans, pachter wonende in Dilbeek.
    - 4) Peter Van Dievoet (Vilvoorde, 12 juli 1649 - Over-Heembeek, 19 april 1684), trouwde in Over-Heembeek op 15 april 1673[20] met Sara Van Elewyt (of Van Elewyck). Ze kregen zes kinderen geboren in Over-Heembeek, onder wie: Jan Van Dievoet (24 maart 1676), Peter Van Dievoet (18 maart 1679) en Antonius-Emmanuel Van Dievoet (26 december 1682).
    - 5) Charlotte Van Dievoet (Dilbeek, 11 augustus 1652 - Neder-Heembeek, 14 juli 1701), trouwde in Neder-Heembeek, op 2 december 1673[21] met Paul Van Laeck gestorven op 28 april 1682. Ze trouwde in tweede huwelijk op 6 juni 1682 in dezelfde kerk met Georgius Waermoes,[22] gestorven op 23 december 1753, getrouwd in tweede huwelijk met Marie Van Ingelghem.

  - VI) Rumoldus Van Dievoet (Haren, 30 juni 1611).
  - VII) Hubertus Van Dievoet (Haren, 1 september 1613), trouwde in Haren in eerste huwelijk in 1633 met Cornelia Lissens en in tweede huwelijk in Vilvoorde op 16 avril 1644, met Cornelia  De Pauw.
  - VIII) Jan Van Dievoet (Haren, 6 juli 1615), trouwde met Catharina Smets.  
    - 1) Antonius Van Dievoet (Haren, 9 juni 1644).
    - 2) Michael Van Dievoet (Haren, 19 mei 1647).
    - 3) Petrus Van Dievoet (Haren, 19 mei 1650).
    - 4) Jan Van Dievoet (Haren, 12 oktober 1653).
    - 5) Jan Van Dievoet (Haren, 29 maart 1656).
    - 6) Petrus Van Dievoet (Haren, 23 december 1658), trouwde in Brussel, Sint-Katelijnekerk op 1 april 1679 (g. Antonius Van Dievoet en Joannes De Bontriddere), met Maria Boxis,[23] of Boecsius (Okegem, 23 maart 1655 -  Liedekerke, 1733). Ze kregen de volgende kinderen gedoopt in Liedekerke (Sint-Niklaaskerk):
      - 1) Joannes Dievoet (20 januari 1680).
      - 2) Margareta Van Dievoet (19 september 1682 - 1770), trouwde in 1716 met Judocus Costens.
      - 3) Guilielmus (Willem) Dievoet (11 oktober 1684).
      - 4) Franciscus (Frans) Van Dievoet (Liedekerke, 2 maart 1687 - Wambeek, 13 maart 1743), trouwde in Wambeek (Sint-Remigius kerk) op 15 februari 1711, met Barbara Trullemans, begrafenis in Wambeek op 17 februari 1771. Ze kregen de volgende kinderen geboren in Wambeek en in de Sint-Remigiuskerk gedoopt:
        - 1) Petrus Van Dievoet (29 november 1711).
        - 2) Maria Van Dievoet (18 maart 1713).
        - 3) Andreas Van Dievoet (1 december 1714).
        - 4) Gertrudis Van Dievoet (27 februari 1717).
        - 5) Frans Van Dievoet (30 april 1718).
        - 6) Judocus Van Dievoet (Wambeek, 21 september 1721), trouwde op 22 augustus 1746 in Ternat (Sint-Gertrudiskerk) met Maria Sergonie. Ze kregen de volgende kinderen geboren in Ternat en in de Sint-Gertrudiskerk gedoopt 
          - 1) Barbara Van Dievoet (13 mei 1749).
          - 2) Judocus (Josse) Van Dievoet (8 augustus 1752)[24] - 7 mei 1795), trouwde op 30 mei 1778 in Ternat (tt. Petrus Cornelius Platteau et Judocus Van Dievoet), met Petronilla Leemans (Sint-Martens-Lennik (Sint Martinus kerk) 6 april 1745[25] - Ternat 17 november 1808, dochter van Petrus Leemans en Joanna Heijlens.
            - 1) Joanna Maria Van Dievoet, landbouwster (Ternat, 4 maart 1779), trouwde in 1ste huwelijk op 19 juli 1805 in Sint-Kwintens-Lennik, Joannes Baptista Renders, landbouwer (Onze-Lieve-Vrouw-Lombeek, 7 februari 1774 - 5 januari 1816), zoon van Michiel Renders en Maria Van den Eynde, Ze trad in 2de huwelijk, op 5 februari 1817 in Onze-Lieve-Vrouw-Lombeek met Joannes Baptista Giets, dienstbode (Sint-Kwintens-Lennik, 19 april 1792), zoon van Jan Gits, landbouwer, geboren in 1759 en van Philippina Pannis (1752-1823).
            - 2) Joanna Catharina Van Dievoet, landbouwster, "servante", Ternat, 29 oktober 1780 - na 1831), trouwde op 21 november 1804 in Ternat met Petrus Antonius Vanderheyden, landbouwer, dienstbode (Ternat, 13 februari 1783 - na 1831), zoon van Judocus Vanderheyden, landbouwer en Anna Maria Vandecruys
            - 3) Joannes Baptista Van Dievoet, landbouwer (Ternat, 26 januari 1783) in Ternat trouwde in Sint-Katherina-Lombeek op 11 april 1803 met Catharina Rogiers, geboren (Sint-Katherina-Lombeek, 29 november 1768), dochter van Philippe Rogiers en Joanna Maria Van Ransbeeck.
              - Jan Van Dievoet (Sint-Katherina-Lombeek, 20 oktober 1806 - 21 november 1852), trouwde met Anna Catharina De Smet, landbouwster, dochter van Guilielmus De Smet en Joanna Waterkeyn, gestorven op 9 juli 1884, die als weduwe hertrouwde met Daniel Schets, hoefsmid.
                - 1) Antoine Van Dievoet, hoefsmid, herbergier (Sint-Katherina-Lombeek, ca. 1850), trouwde in Sint-Katharina-Lombeek op 21 januari 1880 met Coleta Eylenbosch (Sint-Katherina Lombeek 13 april 1850), herbergierster, weduwe van Carolus Ludovicus De Paduwa, dochter van Joannes Eylenbosch en van Joanna Catharina Verhulst, kleindochter van Cornelis Eylenbosch en Anna Maria Jans en van Martinus Franciscus Verhulst en Maria Anna Ceuppens. Antoine Van Dievoet en Coleta Eylenbosch kregen zes kinderen (drie zoons en drie dochters).[26]
                  - Isidorus Ludovicus van Dievoet (Sint-Katherina-Lombeek, 3 januari 1881 - Lier, 31 juli 1948), tot priester gewijd op 25 mei 1907, onderpastoor van Lembeek vanaf 16 oktober 1907, onderpastoor van St. Antonius in Vorst (Brussel) vanaf 3 oktober 1911, pastoor van Hamme van 6 oktober 1922 tot 31 oktober 1947).[27]

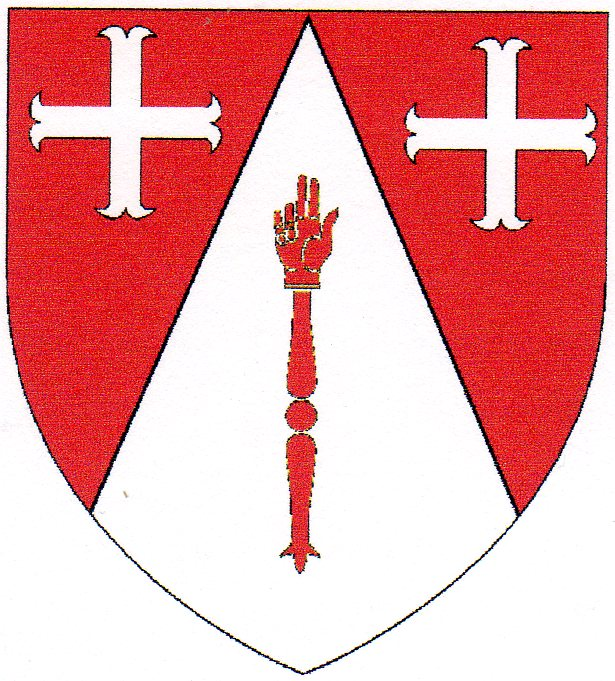
Wapen van baron en jonkheren van Dievoet.

                  - Wapen van baron en jonkheren van Dievoet. Baron Emile van Dievoet, minister en hoogleraar (Sint-Katherina-Lombeek, 10 juni 1886 - Leuven, 24 juni 1967), trouwde in Leuven op 16 september 1919 met Eugénie-Antoinette Bulens (Leuven, 12 mei 1895 - op 30 juli 1981), dochter van Henri Bulens en Maria Deschreyver.
                    - 1) Jonkheer Frans van Dievoet, technicus ingenieur (Leuven, 9 juli 1920 - 4 januari 1991).
                    - 2) Jonkheer Paul van Dievoet, doctor in de rechten, licentiaat in notariaat, notaris in Wespelaar (Leuven op 31 maart 1922), trouwde in Wilsele op 11 februari 1953 met Madeleine Verlaenen (Wilsele, 6 januari 1925), dochter van Philippe Verlaenen en Maria Decuber.
                    - 3) Jonkheer Guido van Dievoet, doctor in de rechten, licentiaat in letteren en wijsbegeerte, hoogleraar aan de Katholieke Universiteit Leuven (1924-2008), trouwde in Brugge op 15 mei 1951, met Thérèse De Keukelaere, doctor in de rechten (1927-2015), dochter van Joseph-Victor De Keukelaere en Valérie Cauwe.
                      - a) Jonkheer Michel van Dievoet (°1952), advocaat, x Lutgaarde Van Damme, van wie vier zonen en een dochter.

                    - 4) Jonkheer Walter van Dievoet, burgerlijk ingenieur en historicus van de goudsmeedkunst (Leuven, 24 juni 1931).

                - 2) Petrus Josephus Van Dievoet, landbouwer (Sint-Katherina-Lombeek, 12 november 1850), trouwde in Asse op 14 juli 1886 met Joanna Metsler, landbouwster, dochter van Joannes Baptista Metsler, landbouwer wonende in Asse en van Joanna Catharina De Smedt, landbouwster

          - 3) Jacobus Van Dievoet (8 februari 1754).
          - 4) Petronella Van Dievoet (21 december 1755).
          - 5) Joannes Baptist Van Dievoet (6 januari 1758).

        - 7) Maria Van Dievoet (4 september 1723).

      - 4) Egidius Van Dievoet (20 augustus 1689).
      - 5) Anna Van Dievoet (14 oktober 1690)
      - 6) Christianus Van Dievoet (3 februari 1694).

    - 7) Hubertus Van Dievoet (Haren 26 september 1661).
    - 8) Margareta Van Dievoet (Haren 11 januari 1664).

  - IX) Wenceslaus Van Dievoet (Haren 15 november 1617) trouwde met N…..
  - X) Willem Van Dievoet (Haren 9 oktober 1622), trouwde in Machelen op 16 avril 1649 met Jeanne Phillipaert.

## Afstamming van Rumoldus Van Dievoet in Schaarbeek en Meise

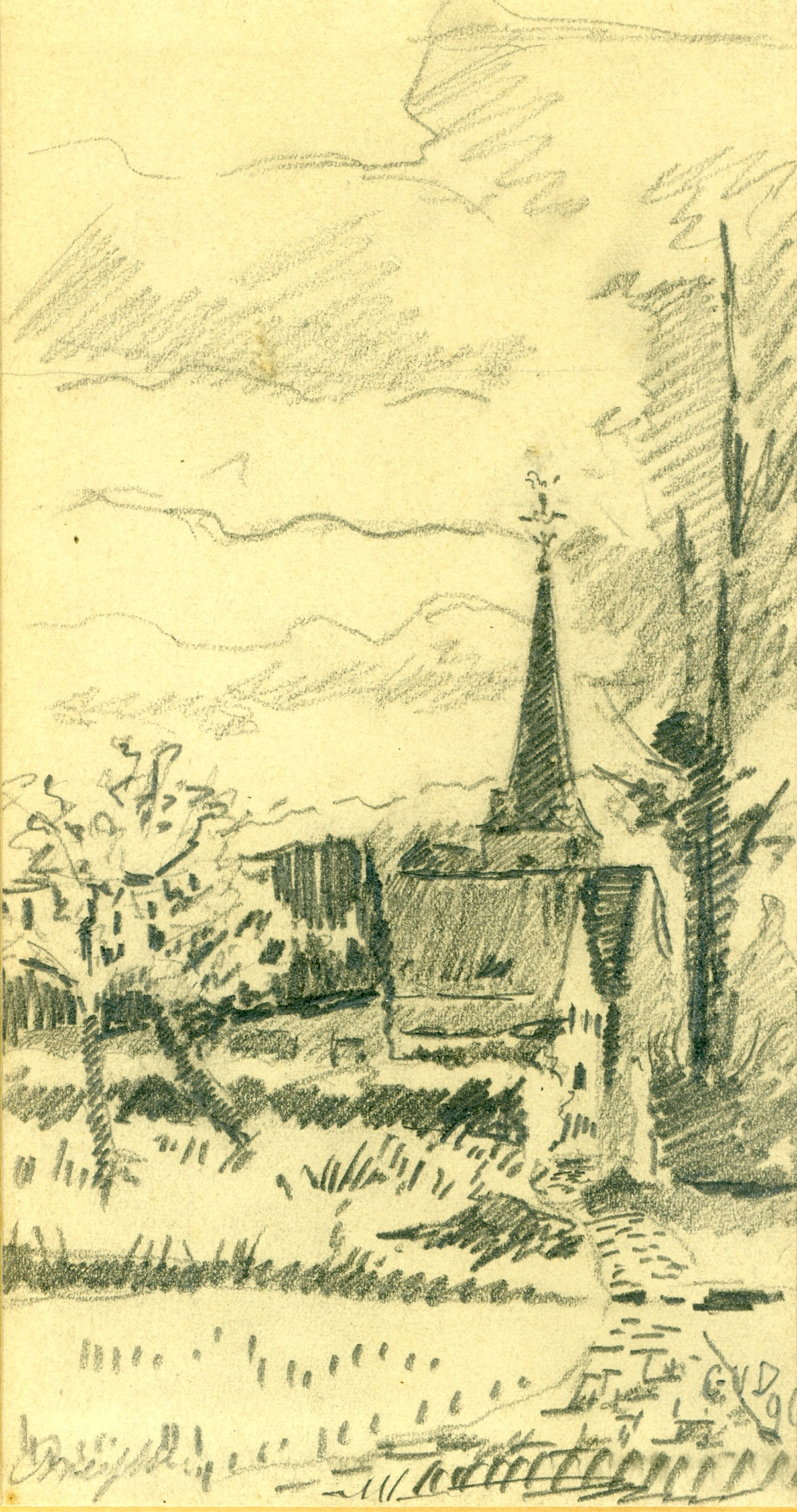
De kerk van Meise (tekening van Gabriel Van Dievoet, 1896).

De hierna behandelde Van Dievoets woonden vanaf de 17de eeuw in Brussel, voornamelijk op de rand van de stad, en in Schaarbeek en Meise, als boomkwekers en hoveniers.
- Rumoldus van Dievoet, wonende St. Peeterstraete in Brussel, begraven[28] op 9 februari 1668 in Brussel (St.-Goedele) trouwde op 10 oktober 1660 in Brussel (St.-Goedele),[29] met Maria De Helt.[30] Ze kregen:
  - Jan van Dievoet (Brussel, 24 september 1661) - begraven Brussel (Sint-Goedele, 5 september 1671), negen jaar oud.[31]
  - Gabriel Van Dievoet (Brussel, 26 februari 1668 - Schaarbeek, 7 december 1737), hovenier, "bourquois",[32] trouwde in Brussel, kerk van Onze-Lieve-Vrouw in Finisterrae, op 23 april 1690 met Maria Lombaert(s),[33] gestorven in Schaarbeek op 20 april 1722. Ze hadden vier kinderen, onder wie:
    - Franciscus van Dievoet (Schaarbeek, 30 november 1693 - 7 februari 1751), trouwde in Schaarbeek in het jaar 1723 met Anna Segers (Schaarbeek, 9 mei 1697). Ze hadden vijf kinderen, onder wie:
      - Cornelius van Dievoet (1730-1788), trouwde op 11 november 1761 met Catharina Pissoort, hadden tien kinderen. Onder wie:
        - Henricus Van Dievoet, hovenier in Schaarbeek, trouwde op 26 augustus 1778 met Joanna Van Nerom. Ze hebben veel afstammelingen tot heden.
        - Petrus Van Dievoet, hovenier (Schaarbeek, 24 maart 1775), trouwde op 21 augustus 1805 te Meise met Barbara Roscam, landbouwster (Meise, 9 mei 1783), dochter van Peter Roscam, veldwachter te Meise, geboren in Beigem en van Joanna Van Gucht geboren in Beigem:
          - 1) Petrus Josephus Van Dievoet (Meise, 27 december 1806), landbouwer, hovenier, boomkweker,[34] trouwde op 20 juli 1836 in Meise met Joanna Catharina De Valck, landbouwster, boomkweekster (Meise, 24 december 1807), dochter van Joannes Ludovicus De Valck (gestorven in Meise op 14 mei 1833) en van Barbara De Wael, landbouwster. Ze hadden als kinderen:
            - 1) Joannes-Baptista Van Dievoet, landbouwer, boomkweker (Meise, 14 oktober 1843), trouwde op 25 november 1871, in Meise met Ludovica Amelia De Donder, landbouwster (Meise, 24 augustus 1849) in Meise, dochter van Josephus Philippus De Donder, herbergier, landbouwer, geboren in Merchtem en van Joanna Maria Streulens, herbergierster, landbouwster, geboren in  Meise. Van wie:
              - 1) Joanna Josepha Van Dievoet (Meise, 4 april 1872) in Meise, trouwde op 19 augustus 1902 in Meise met Clemens Lieben, horlogemaker (Vilvoorde, 16 januari 1874), zoon van Joannes Christianus Lieben en van Anna Catharina Zerin geboortig van Peutie.
              - 2) Philippina Petronilla Van Dievoet (Meise, 10 december 1874), trouwde op 30 januari 1908 in Meise met Augustinus Van Heden, boomkweker (Wetteren, 9 april 1866), zoon van Carolus Ludovicus Van Heden, gestorven op 22 mei 1897 in Wetteren en van Delphina Van Steirteghem, gestorven op 26 juli 1900 in Wetteren.
              - 3) Joannes Ludovicus Van Dievoet, boomkweker (Meise, 23 november 1884), trouwde op 17 november 1908 in Meise met Maria Van Cappellen (Sint-Jans-Molenbeek, 9 oktober 1888) dochter van Carolus Ludovicus Van Cappellen, liquorist, geboren in  Meise, en van Rosalia Philomena Van Rossem, geboren in Meise.

            - 2) Anna Catharina Van Dievoet, landbouwster (Meise, 19 november 1850) in Meise, trouwde op 19 augustus 1885 in Meise met Joannes Constantinus Joos, koster (Meise 1 juli 1855), zoon van Henricus Franciscus Joos, gestorven op 16 april 1881 in Meise en van Anna Catharina Seghers, gestorven op 14 oktober 1857 in Meise.
            - 3) Henricus Van Dievoet, boomkweker en bloemist, burgemeester van Meise van 1891 to 1904, heeft zijn naam gegeven aan een appelsoort  "President van Dievoet": Malus domestica "Président van Dievoet" (syn. "Cabarette", "President van Dyvoet"). Zijn naam is aan de Van Dievoetlaan in Meise gegeven.
            - 4) Cornelius Van Dievoet[35] (Meise, 9 december 1838 - Elsene, op 15 februari 1910), werd na zijn studies aan het Grootseminarie van Mechelen vanaf 1 oktober 1859, tot priester gewijd op 20 december 1862 in Mechelen, was onderpastoor in Elsene (Sint-Kruisparochie) van 14 februari 1863 tot 20 september 1883, daarna pastoor van 21 september 1883 tot aan zijn dood.[36]

          - 2) Petronella Josepha Van Dievoet, landbouwster (Meise, 9 april 1819), trouwde op 3 februari 1855 in Meise met Matheus Rillaer, dienstbode (Wolvertem, 25 januari 1818), zoon van Gregorius Rillaer, landbouwer, en van Anna Maria Moens, landbouwster, geboren in Merchtem.

## Afstamming Van Dievoet, genaamd Vandive
Een tak Van Dievoet, waarvan sommige afstammelingen adeltitels verwierven in Frankrijk, behoorde vanaf het begin van de zeventiende eeuw tot de burgers van Brussel.
Over hen is meer te vinden op Van Dievoet gezegd Vandive en op verschillende lemma's gewijd aan leden van deze familie.